# Honda Integra 700

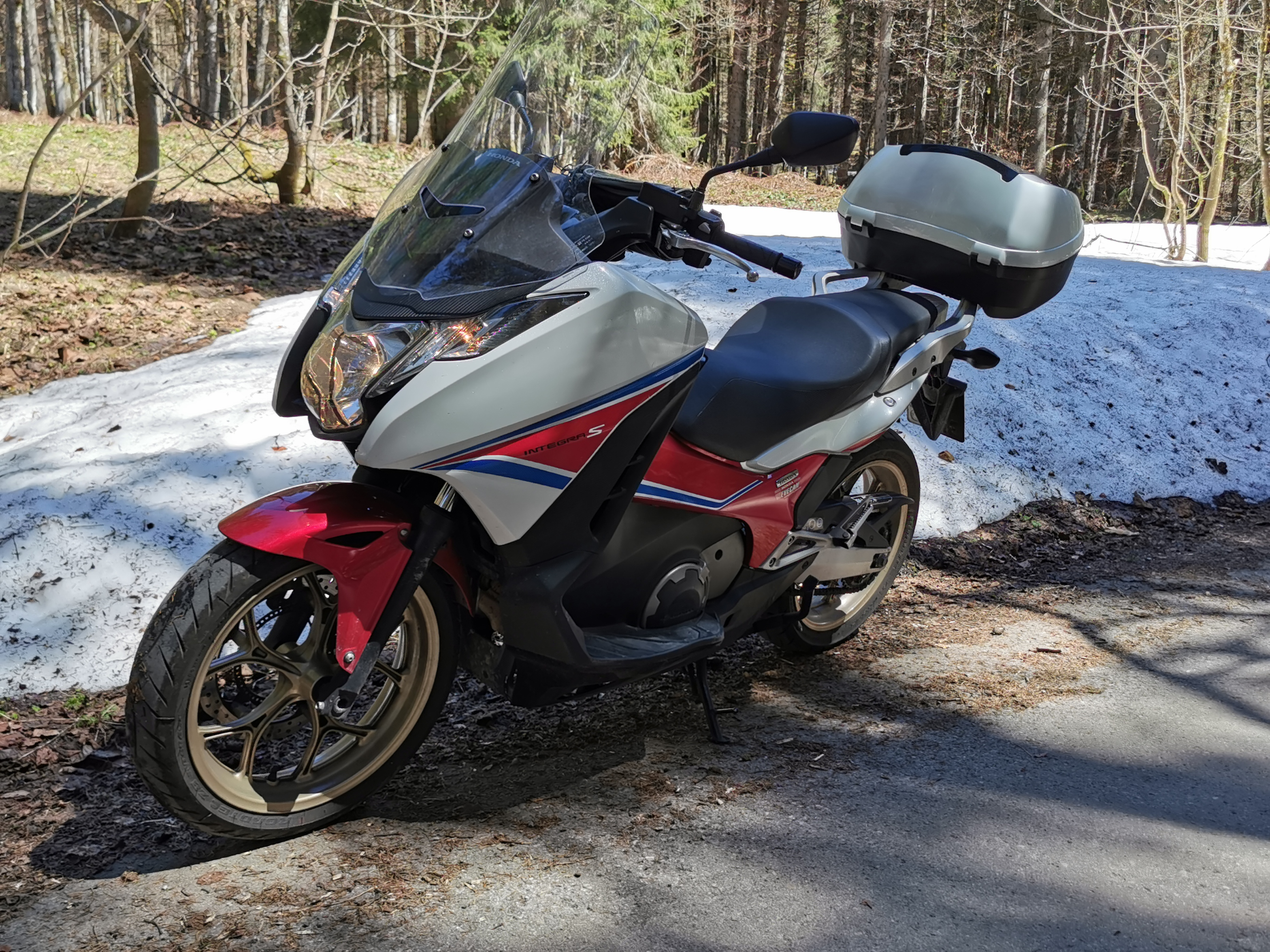
Integra del 2015

La Honda Integra 700 (nome in codice RC62), chiamata dal 2014 Honda Integra 750, è uno scooter prodotto dal 2012 dalla casa motociclistica giapponese Honda. 
Presentato all'EICMA 2011, lo scooter condivide molti elementi con la serie Honda NC700.

## Storia
L'Integra è stato anticipato dal concept New Mid Concept presentato nel 2010, per poi essere presentato in vestite definitiva a EICMA 2011 di Milano. L'Integra condivide gran parte della componentistica con le Honda NC700S (RC61) e NC700X (RC63). Infatti fa quest'ultime riprende il motore bicilindrico da 670 cm³, derivato 
dal propulsore da 1,3 litri già impiegato dalla Honda su alcune automobili.
L'Integra è dotata di cerchi in lega di alluminio pressofuso ad alta pressione da 17 pollici e ha un vano sottosella dalla capacità di soli 15 litri, poiché nella stessa posizione vi è alloggiato il serbatoio del carburante. La potenza viene scaricata a terra tramite una trasmissione a doppia frizione a sei velocità. 
L'Integra ha subito un aggiornamento nel 2014, con la cilindrata che è aumentata a 745 cm³.

## Tecnica
L'Integra è alimentata da un motore bicilindrico in linea con albero a camme in testa da 670 cm³ ed è essenzialmente derivato dal motore da 1,3 litri montato sulla Honda Jazz, mantenendone anche le stesse misure di alesaggio e corsa, e venendo posizionato fronte marcia con inclinazione in avanti di 62° per ridurre il baricentro.
L'Integra viene dotata di serie con una trasmissione a doppia frizione a sei velocità utilizzata per la prima volta sulla Honda VFR1200F. La versione utilizzata sull'Integra è più leggera e compatta grazie alla presenza di un circuito idraulico semplificato. Il sistema utilizza frizioni dal diametro maggiorato per far fronte all'utilizzo nel traffico cittadino.

## Aggiornamenti
La Integra ha subito nel 2014 un importante aggiornamento che ha interessato molte componenti e parti del motoveicolo tra cui il motore al quale è stata incrementata la cilindrata a 745 cm³ attraverso un aumento dell'alesaggio di 4 mm, con la potenza che sale a 40,3 kW erogati a 6250 giri/min e la coppia che passa da 60 a 68 Nm disponibili a 4750 giri/min. La versione 750 ha ricevuto anche un nuovo forcellone in alluminio dal peso inferiore di 2 kg, che ha sostituito il braccio in acciaio a sezione scatolata della precedente 700. L'aumento della potenza e delle prestazioni del motore ha comportato un aggiornamento del software per la trasmissione a doppia frizione. Piccole modifiche hanno interessato anche l'estetica, con una diversa carenatura e sella che offrono anche un maggiore spazio per le gambe dei motociclisti più alti.
Nel novembre 2017 viene presentato l’Integra MY2018 che introduce il controllo di trazione HSTC (Honda Selectable Torque Control), spostamento del limitatore di giri più in alto nella modalità di marcia manuale e nuova versione da 35 kW guidabile con patente A2.
L’integra esce di produzione nel 2020 sostituito dai modelli X-ADV e Forza 750.